# Horažďovice
Horažďovice (v místním nářečí Horažďouce, německy Horaschdowitz) jsou město v okrese Klatovy v Plzeňském kraji v západních Čechách. Leží mezi Strakonicemi a Klatovy v nadmořské výšce 427 metrů na levém břehu řeky Otavy a žije zde přibližně 5 100 obyvatel. Historické jádro města je městskou památkovou zónou.

## Historie

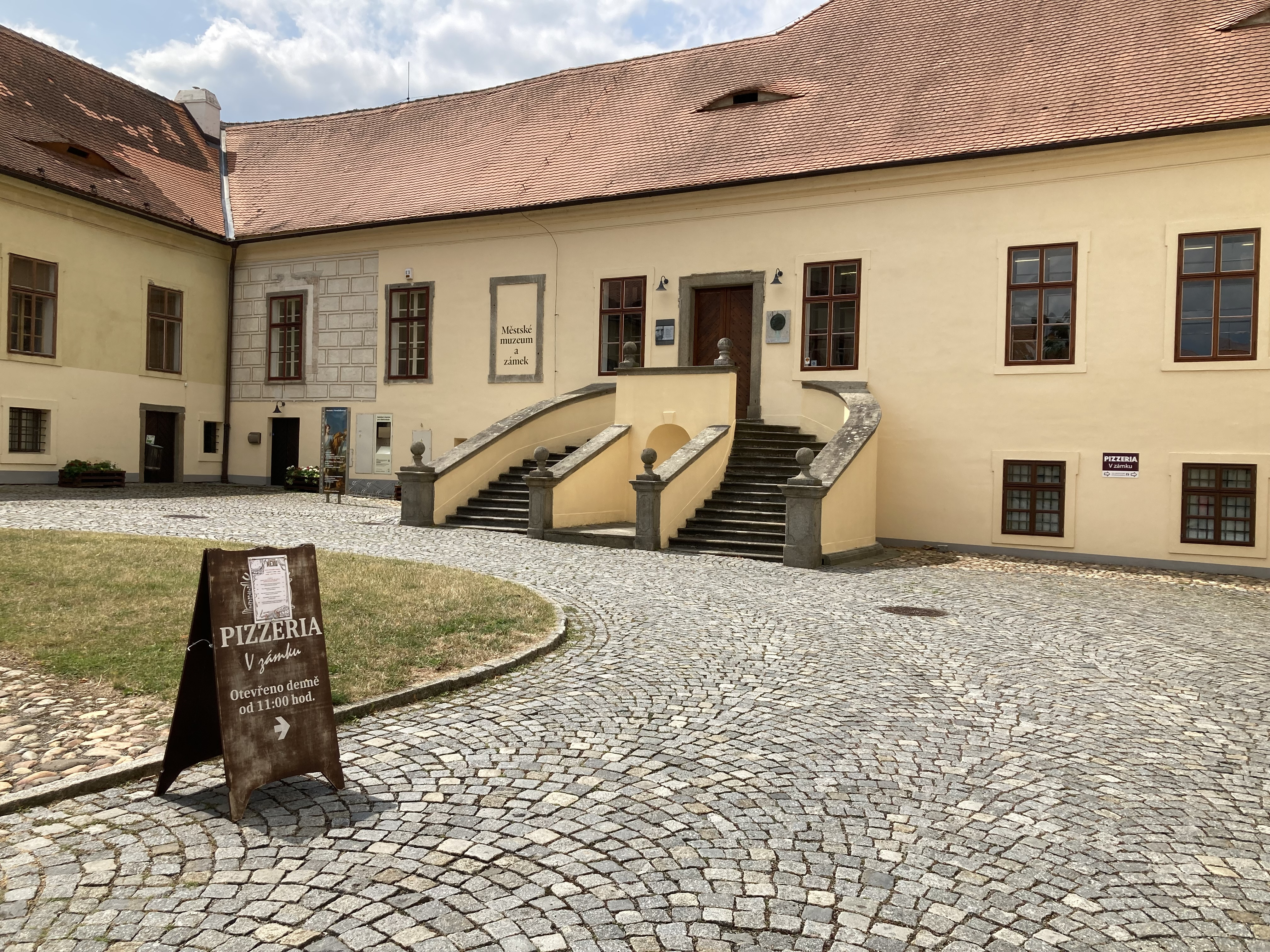
Horažďovický zámek

### Původ obce – 14. století
Počátek osídlení je spjat s hradištěm na Práchni. Nejstarší zprávy (z roku 1251), týkající se Horažďovic, hovoří o osadě Gorazdějovice, založené knězem Gorazdem, žákem a nástupcem svatého Metoděje. V roce 1292 byla osada povýšena na město králem Václavem II. Město získalo městská práva, zejména právo hradební, v krátké době bylo město opevněno a postavena tvrz. Město bylo vyňato ze soudu královského a stalo se městem poddanským v držení rodu Bavorů ze Strakonic. V roce 1307 nesouhlasil Bavor III. s volbou nového krále Rudolfa Habsburského. Nový král město obléhal, ale při obléhání 3. července 1307 zemřel na úplavici. Obléhání bylo přesto úspěšné, protože smrt krále byla během něj utajena.

### Páni z Hradce a Švihovští
Po roce 1404 se stalo město majetkem pánů z Hradce. V období husitských bouří stálo město na straně táboritů i proti vlastní vrchnosti. Roku 1459 koupil panství rod pánů z Kocova, město získalo právo pořádat svatohavelské výroční trhy.
Později se panství stalo majetkem Půty Švihovského ze Švihova a Rýzmberka. V roce 1503 nechal postavit vodovod, dále nechal zřídit klášter františkánů observantů a zavedl městské právo podle práva Starého Města pražského. Město též mělo právo várečné, Švihovští získali i právo na clo, mýto a druhý výroční trh – petropavelský.

### Doba po Bílé hoře
V době stavovského povstání v roce 1619 vyznávali majitelé panství víru českých bratří. Město bylo vypáleno císařským vojskem, přišly hlad a epidemie, panství bylo zkonfiskováno. Novým majitelem panství se stal přísně katolický rod Šternberků, který přispěl k rozvoji města. Byl přestavěn kostel i zámek a rozšířena městská práva. Od roku 1719 se majitelé města rychle střídali. Kolem roku 1830 koupil panství kníže Rudolf Kinský ze Vchynic a Tetova. Jeho rod vlastnil panství až do roku 1945 a velmi se zasloužil o rozvoj města. Jeho dcera, kněžna lichtenštejnská Marie Aglaé, zde strávila prvních pět let života a s městem udržovala vztahy, ale zejména Horažďovice často navštěvoval její starší bratr, profesor Ferdinand Kinský.
Prosperitu ale přerušil neuvážený postoj měšťanů zainteresovaných na formanství[zdroj?], kteří v polovině 19. století odmítli napojení na tehdy budovanou železniční trať z Plzně do Českých Budějovic. Hospodářský růst se značně zpomalil a nezlepšil se ani po zřízení odbočky do Sušice a Klatov.

### 20. století
Koncem druhé světové války bylo město 6. května 1945 osvobozeno americkou armádou generála Pattona.

## Obyvatelstvo
| Rok            | 1869  | 1880  | 1890  | 1900  | 1910  | 1921  | 1930  | 1950  | 1961  | 1970  | 1980  | 1991  | 2001  | 2011  | 2021  |
| -------------- | ----- | ----- | ----- | ----- | ----- | ----- | ----- | ----- | ----- | ----- | ----- | ----- | ----- | ----- | ----- |
| Počet obyvatel | 4 970 | 5 603 | 5 635 | 5 485 | 5 356 | 5 210 | 5 189 | 4 624 | 5 465 | 5 714 | 6 049 | 5 820 | 5 716 | 5 474 | 4 987 |
| Počet domů     | 549   | 594   | 628   | 670   | 678   | 701   | 837   | 961   | 987   | 989   | 1 039 | 1 150 | 1 215 | 1 266 | 1 309 |

## Místní části
Státní statistický úřad v Praze uvádí, že v obci Zářečí o rozloze 304 ha bylo k 22. květnu 1947 sečteno 303 přítomných obyvatel. Obec Zářečí byla v roce 1951 připojena k městu Horažďovice.

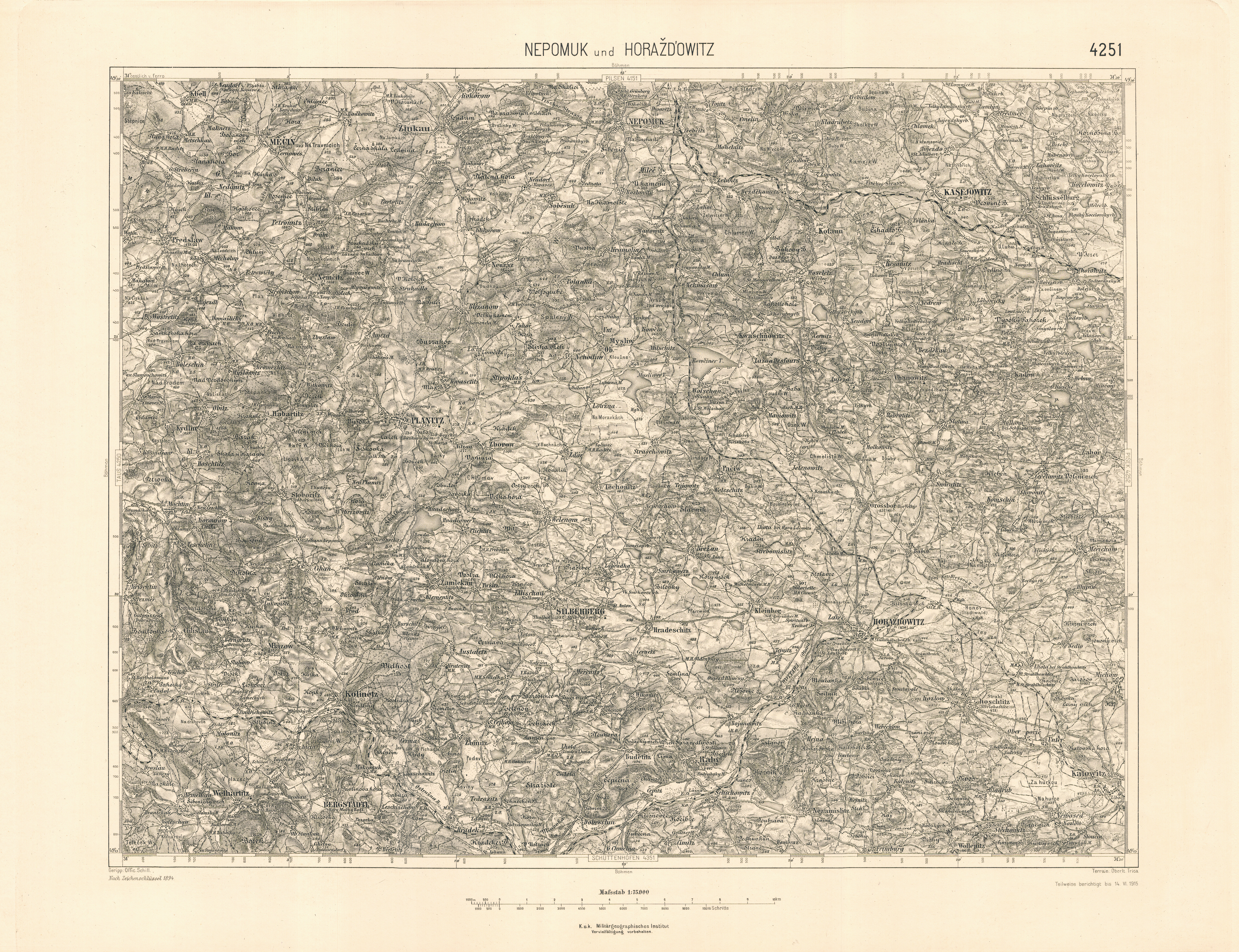
Horažďovice, 1915

- Horažďovice (i název k. ú., také k. ú. Zářečí u Horažďovic)
- Babín (k. ú. Babín u Horažďovic)
- Boubín (i název k. ú.)
- Horažďovická Lhota (i název k. ú.)
- Komušín (i název k. ú.)
- Svaté Pole (k. ú. Svaté Pole u Horažďovic)
- Třebomyslice (k. ú. Třebomyslice u Horažďovic)
- Veřechov (i název k. ú.)

Od 1. ledna 1980 do 23. listopadu 1990 k městu patřily i Karlovce a Kejnice.

## Doprava
Město leží na hlavním silničním tahu č. 22 mezi Klatovy a Strakonicemi. Na něj se v něm napojují silnice II/169, II/188 a II/139.  Severně od města vede železniční trať Plzeň – České Budějovice se stanicí Horažďovice předměstí, ze které odbočuje trať do Domažlic se stanicí Horažďovice.

## Společnost
V současné době jsou Horažďovice třetím největším městem okresu Klatovy.
Průmysl i zemědělství jsou pouze lokálního významu. Roste podíl služeb, zejména zaměřených na turistiku.
Ve městě jsou dvě základní školy, Základní umělecká škola, Střední škola a Městské muzeum, kulturní středisko, knihovna a plavecký bazén.

## Pamětihodnosti
- V severozápadním cípu historického centra stojí renesanční horažďovický zámek přestavěný z gotického hradu založeného Bavory ze Strakonic ve druhé polovině 13. století.[9] Sídlí v něm Městské muzeum.
- Za městskými hradbami byl počátkem 16. století při starším kostele svatého Michala vystavěn gotický klášter františkánů observantů, kteří zde ale v nezůstali. V opuštěném klášteře sídlil v roce 1599 sbor Jednoty bratrské a působil zde významný bratrský dějepisec Jan Jafet.[10] Po Bílé hoře byl klášter císařem Ferdinandem II. přidělen řádu minoritů, který provedl barokní stavební úpravy včetně refektáře. Minorité roku 1814 objekt opustil. Roku 1853 klášter převzala Kongregace Školských sester de Notre Dame, které chrám přesvětily na mariánský a roku 1933 daly přistavět hranolovou věž v západním průčelí.
- Dochovaly se pozůstatky gotického městského opevnění, zejména Červená brána, která je druhou nejstarší dochovanou branou městského opevnění na území Čech. Byla postavena v roce 1252 a v pozdní gotice posílilo její ochrannou funkci předbraní se železnou mříží a padacím mostem přes příkop. Tyto části se ovšem do dnešní doby nedochovaly.
- Nedaleko města se nachází hradiště Prácheň datované do období mezi 11. až 13. stoletím.
- Podzámecký mlýn čp. 273
- Vodní mlýn s elektrárnou čp. 283

### Zaniklé památky
- Loretánská kaple - od roku 1659 stála na vrchu Stráž severně od centra města. Její zakladatelkou byla Ludmila Benigna hraběnka ze Šternberka. Roku 1691 žádali Šternberkové postoupení příslušného pozemku od města pro stavbu Božího hrobu a Kalvárie, ale záměr vybudovat zde poutní místo se neuskutečnil. Santa Casa byla uzavřena roku 1787 a poté byla přestavěna na obytný dům.[11]

## Pověsti
Místní pán Půta Švihovský z Rýzmberka se rozhodl opravit kostel svatého Klimenta na vrchu Práchni. Během oprav mu ovšem došly peníze, a tak nechal zřídit sbírku a řekl, že ve stavbě nebude pokračovat, dokud lidé nenaplní penězi zvon, sňatý z opravovaného kostelíka. Zpočátku to šlo dobře, ale pak už lidé nechtěli přispívat a Půta musel peníze vymáhat. Když jeho biřicové obrali o poslední dva groše i ubohou vdovu, ta zaklela a zvon se i s penězi propadl do země, kde dlí dodnes. Hlídá ho černý pes s ohnivýma očima a dosud žádný z hledačů jej nenašel. Pokusil se o to i jeden horažďovický lakotný měšťan, avšak když dokopal k okraji zvonu, byl vyděšen výkřiky: „Hoří!“ Když se pak vrátil, jáma ani jeho motyka už tam nebyly. Legenda dále říká, že jedině dítě, které v noci pětkrát zaklepe na dveře kostela svatého Petra a Pavla a poprosí o odpuštění, může kletbu zlomit.

## Osobnosti
- Antonín Beneš (1934–2011) archeolog
- Jaroslav Blahoš (1930–2018) lékař
- Victor Fürth (1893–1984) architekt
- Král Rudolf Habsburský (1281-1307) zemřel při obléhání Horažďovic
- Jan Jafet (asi 1550–1614 Horažďovice) dějepisec Jednoty bratrské.[10] Z jeho díla čerpal Adam Hartman při sepisování Historie o těžkých protivenstvích...
- Emanuela Kittrichová (1909–1989) architektka
- Franz von Kaska (1834–1907) osobní lékárník a důvěrník císaře Maxmiliána Mexického
- Stanislav Mayer (1841–1924) dlouholetý starosta města, poslanec zemského sněmu, první předseda české sekce zemské zemědělské rady
- Milan Nakonečný (* 1932) psycholog, historik, vysokoškolský pedagog a autor řady vysokoškolských učebnic
- Jaroslav Němec (1921–2005) český vědec v oboru materiálového inženýrství, vysokoškolský profesor a malíř
- Otakar Ševčík (1852–1934) houslový virtuos a pedagog
- Richard Štorch (1877–1927) český cestovatel, lovec, fotograf
- Jaromír Vraštil (1922–1979) malíř a ilustrátor

## Fotogalerie

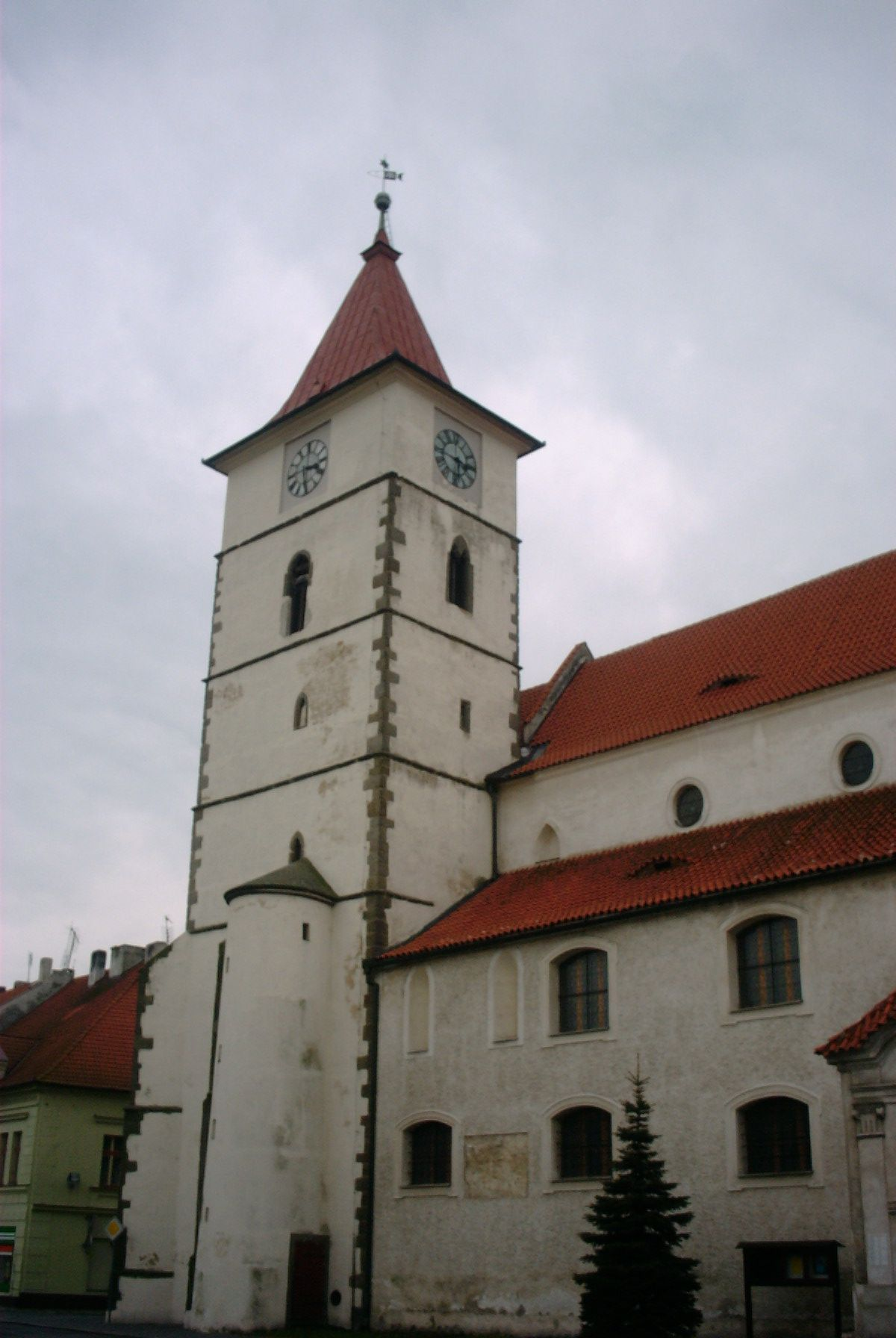
Kostel svatého Petra a Pavla
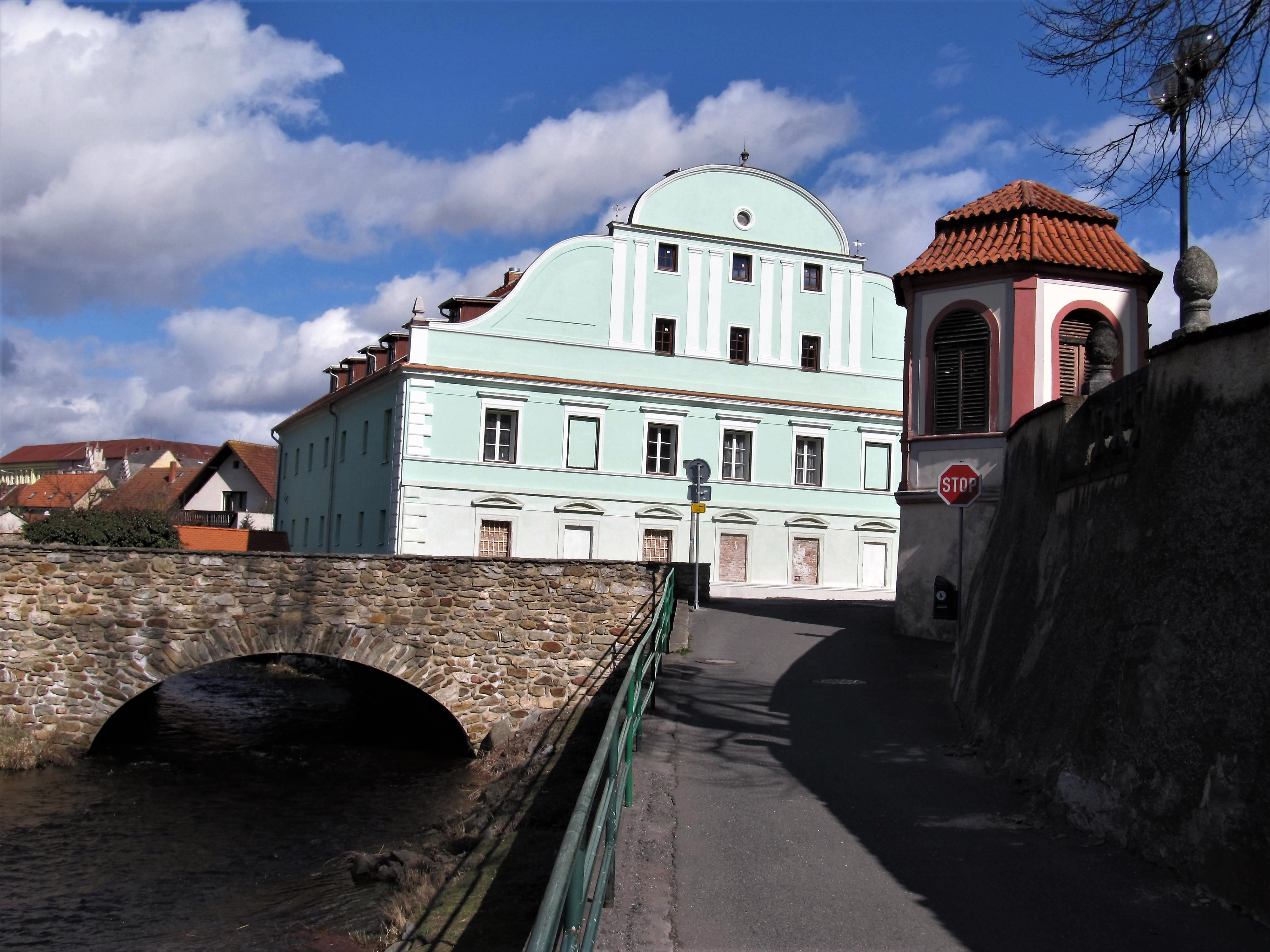
Zámecký mlýn a gloriet v zámeckém parku
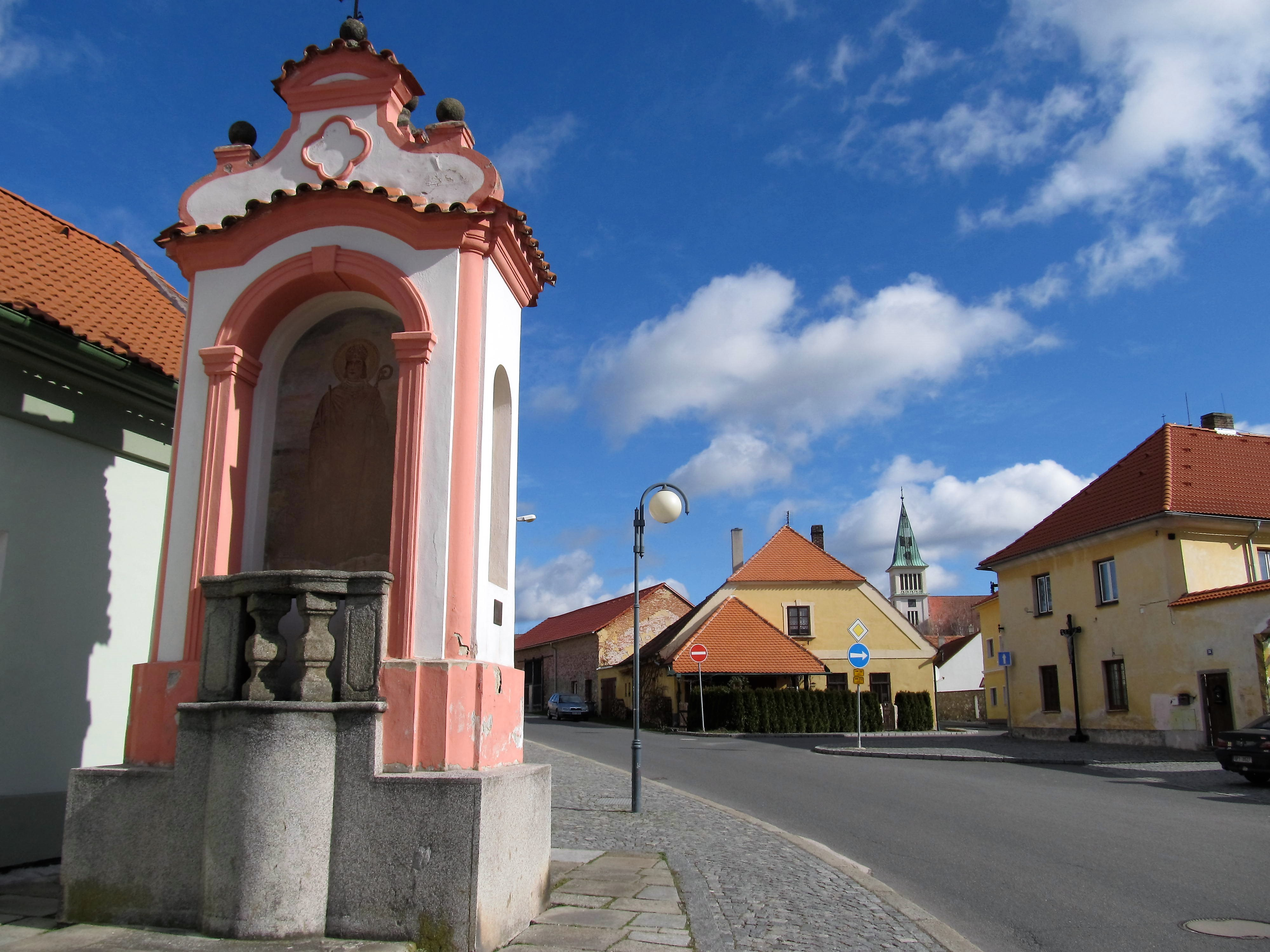
Ulice Příkopy s kaplí svatého Vojtěcha
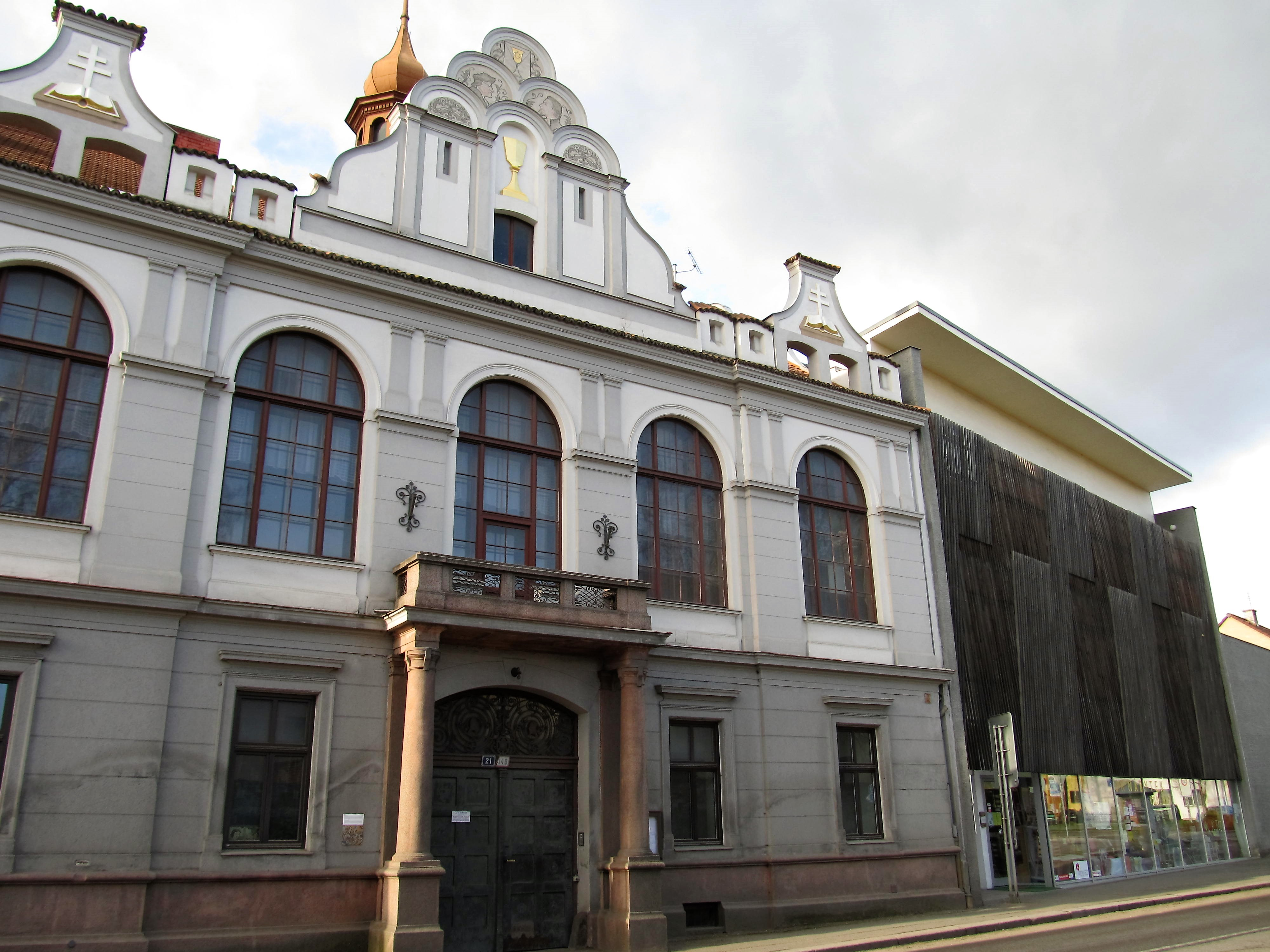
Strakonická ulice s Husovým sborem z roku 1928
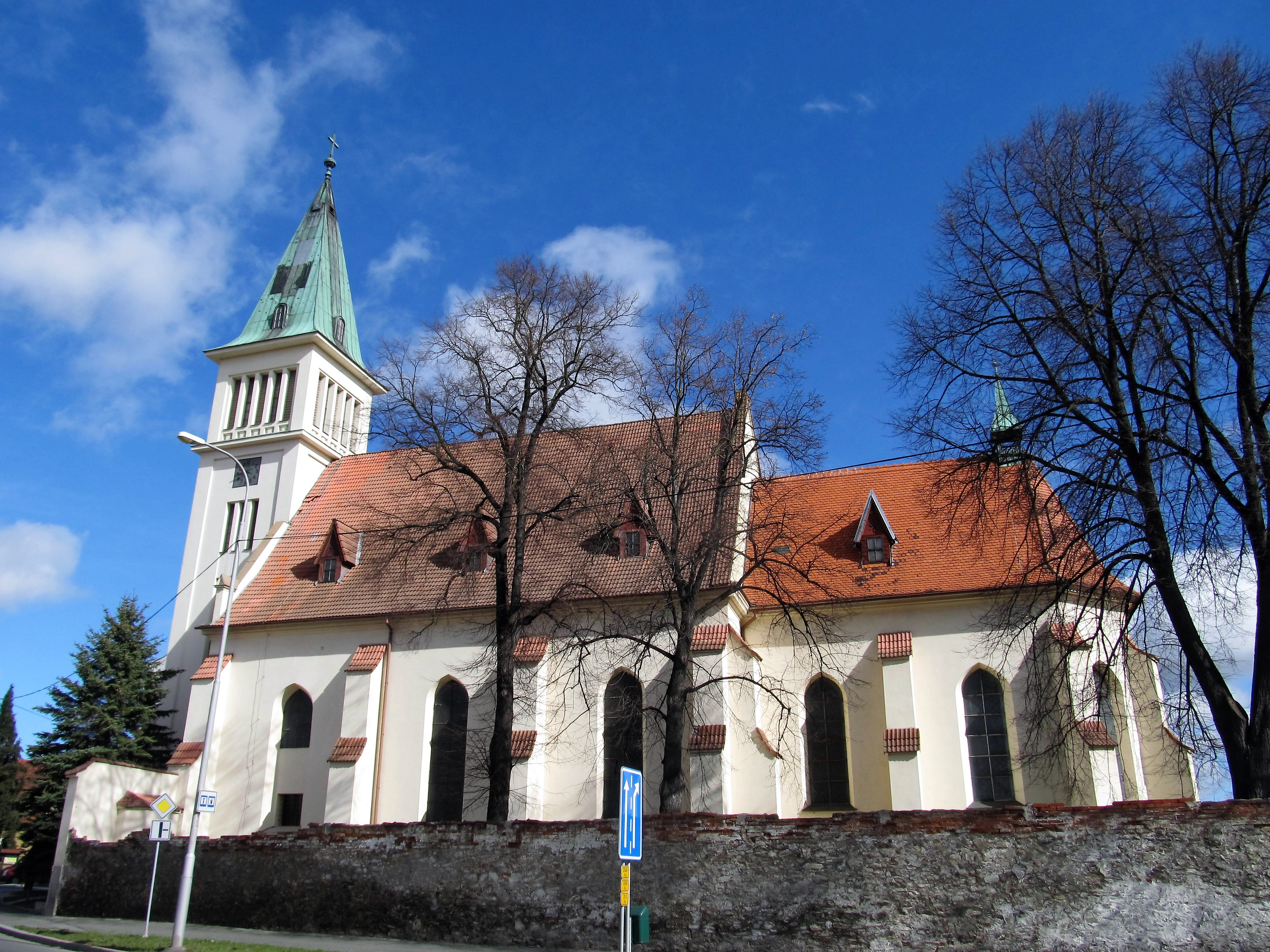
Kostel Nanebvzetí Panny Marie
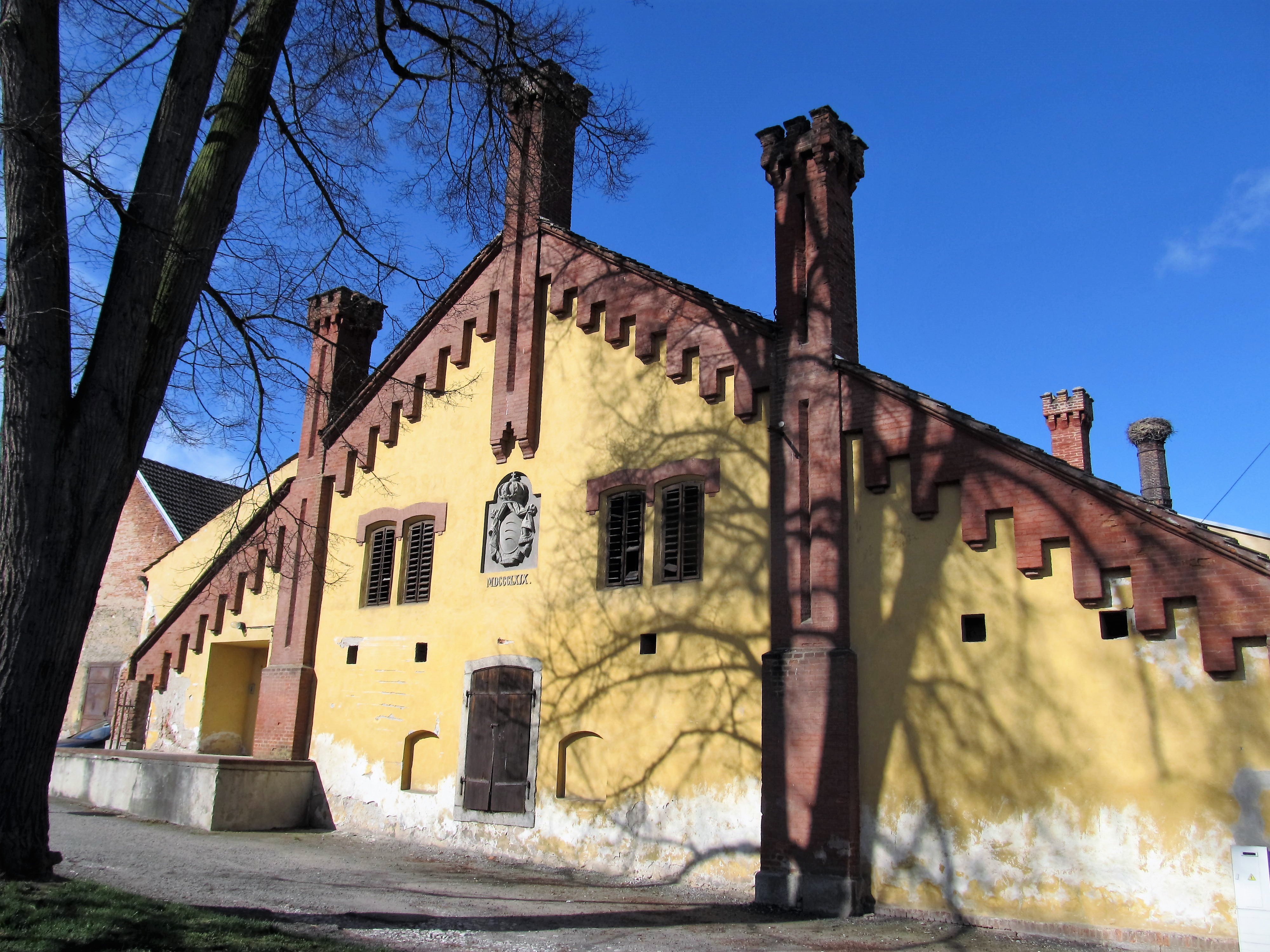
Zámecký pivovar
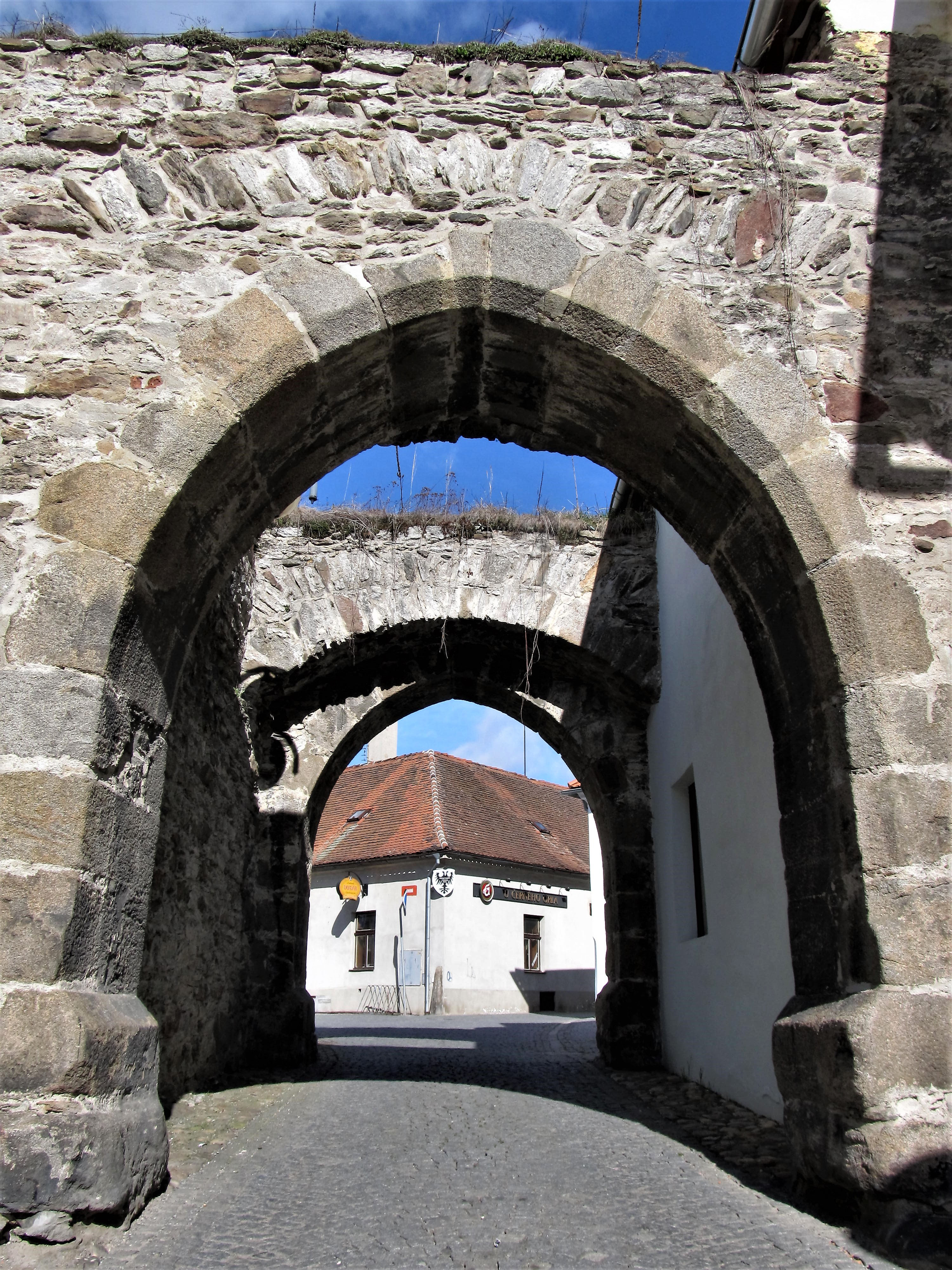
Prachatická brána
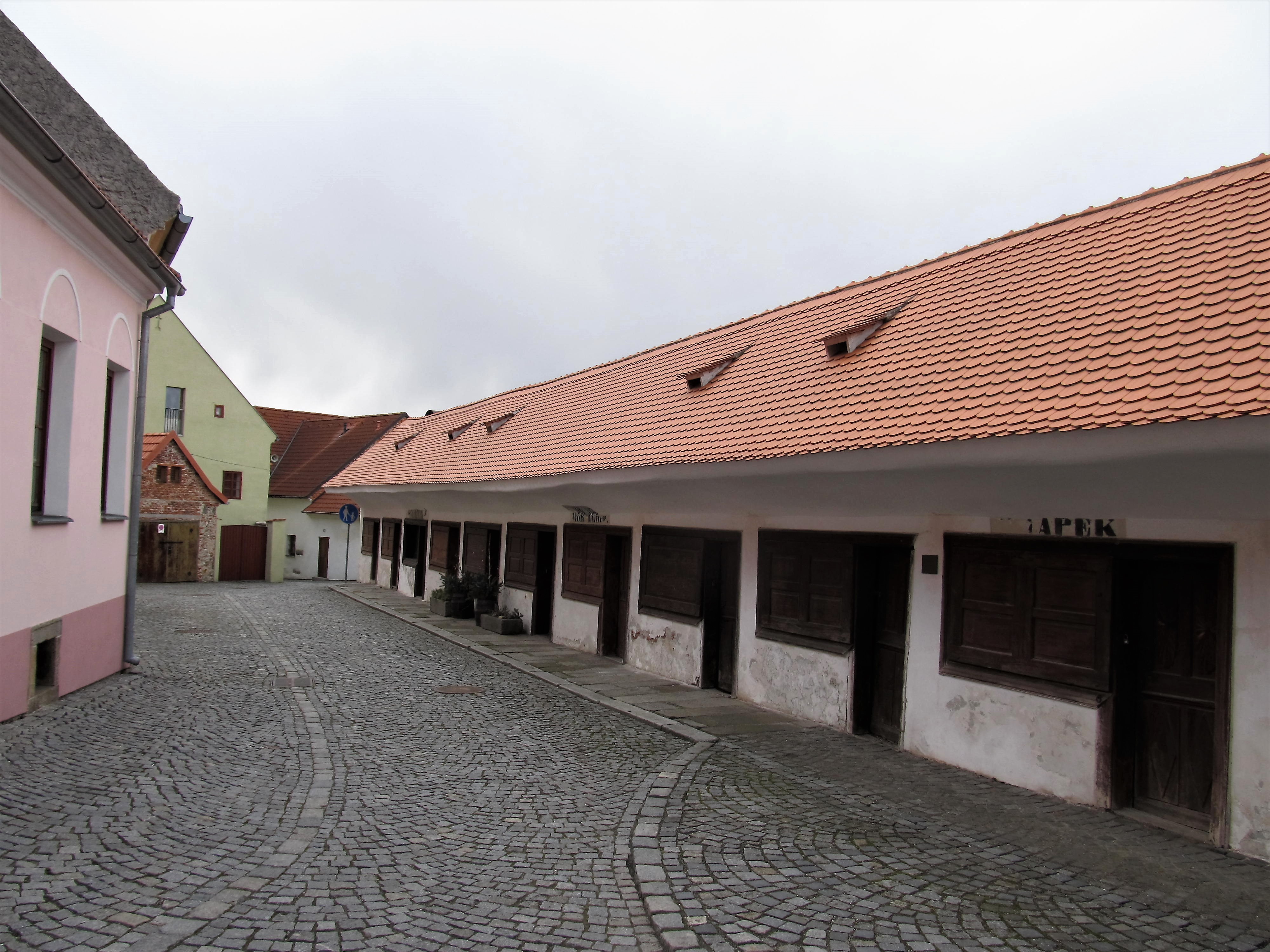
Masné krámy
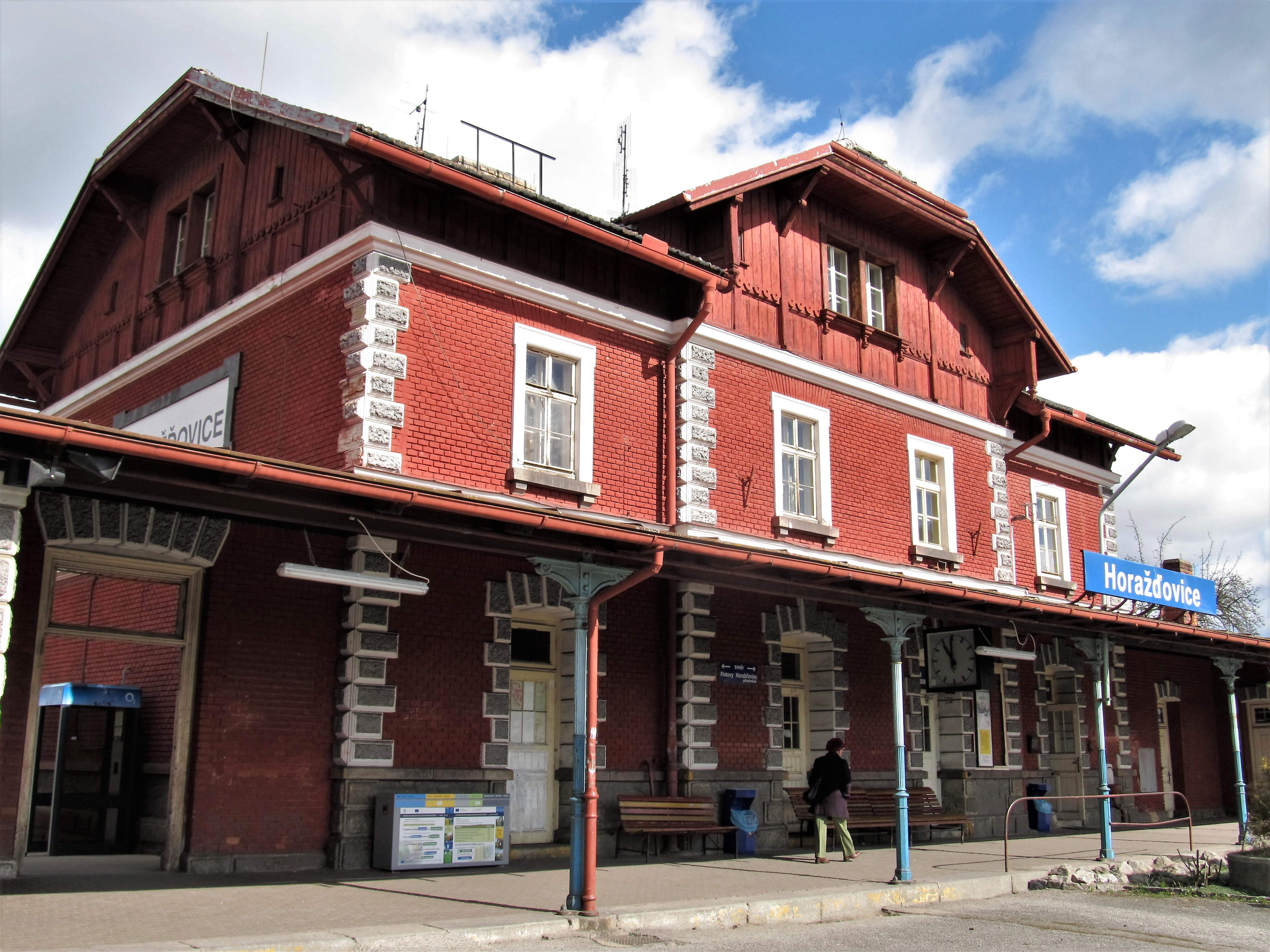
Nádraží
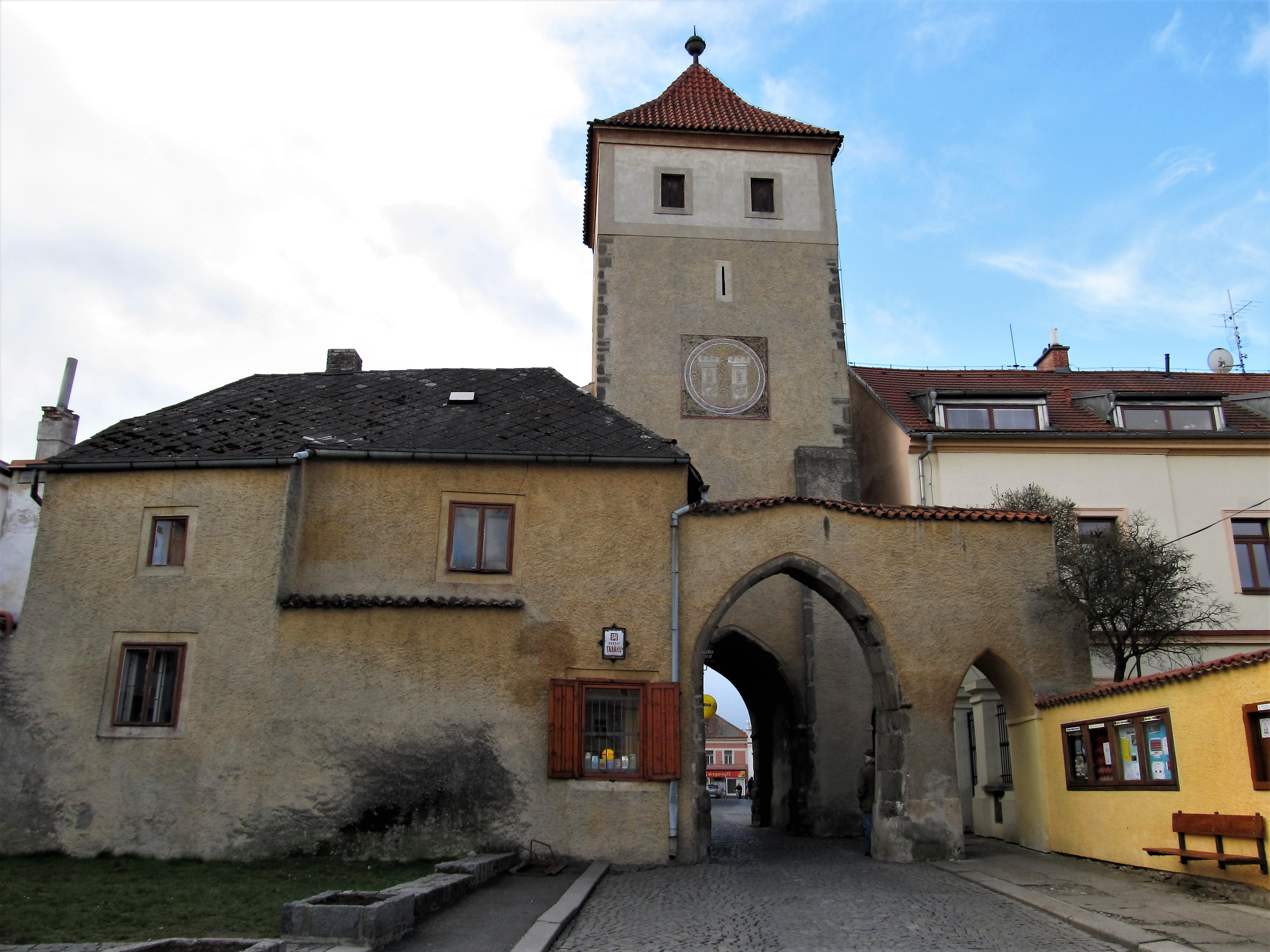
Červená brána
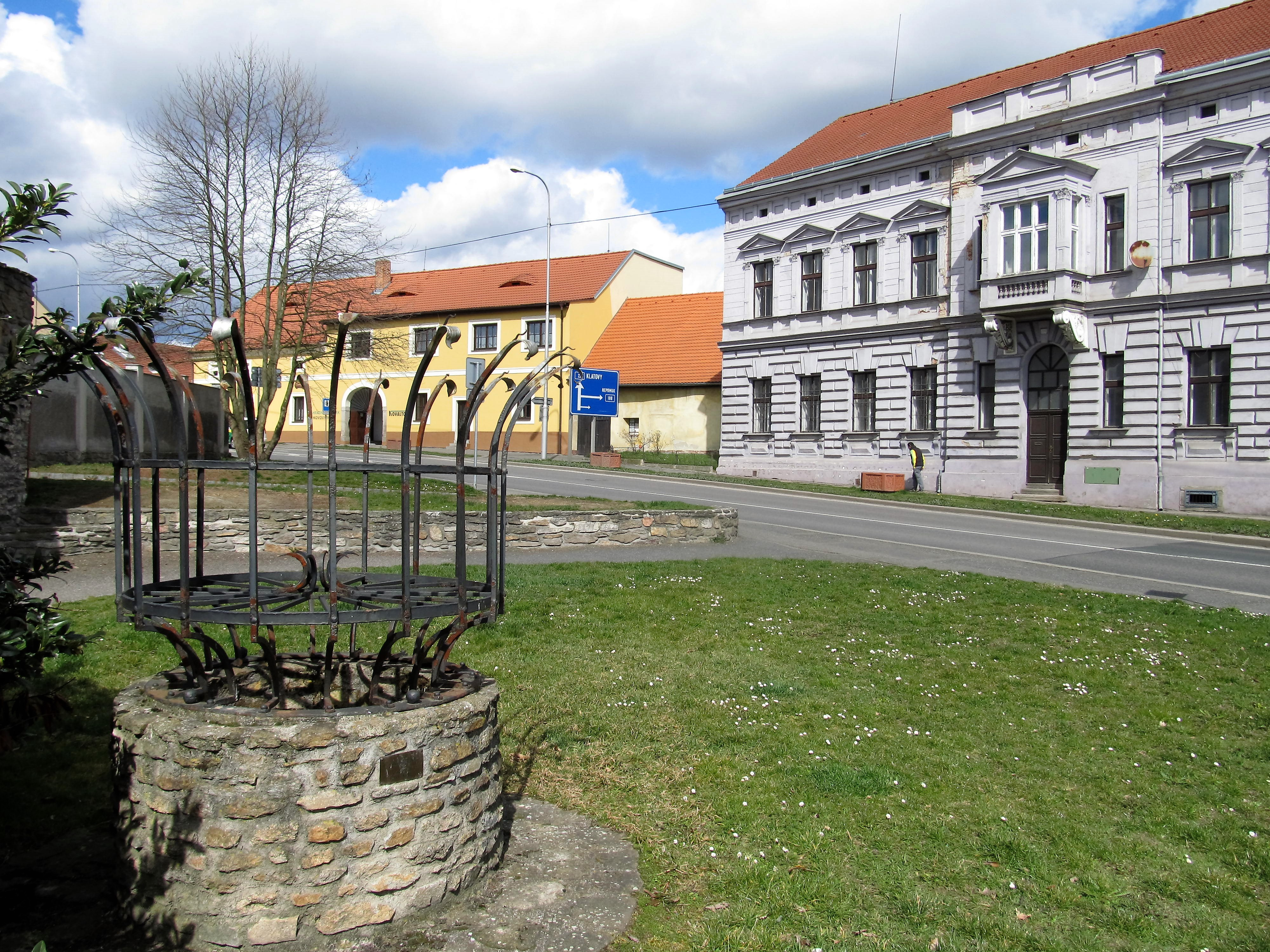
Strakonická ulice
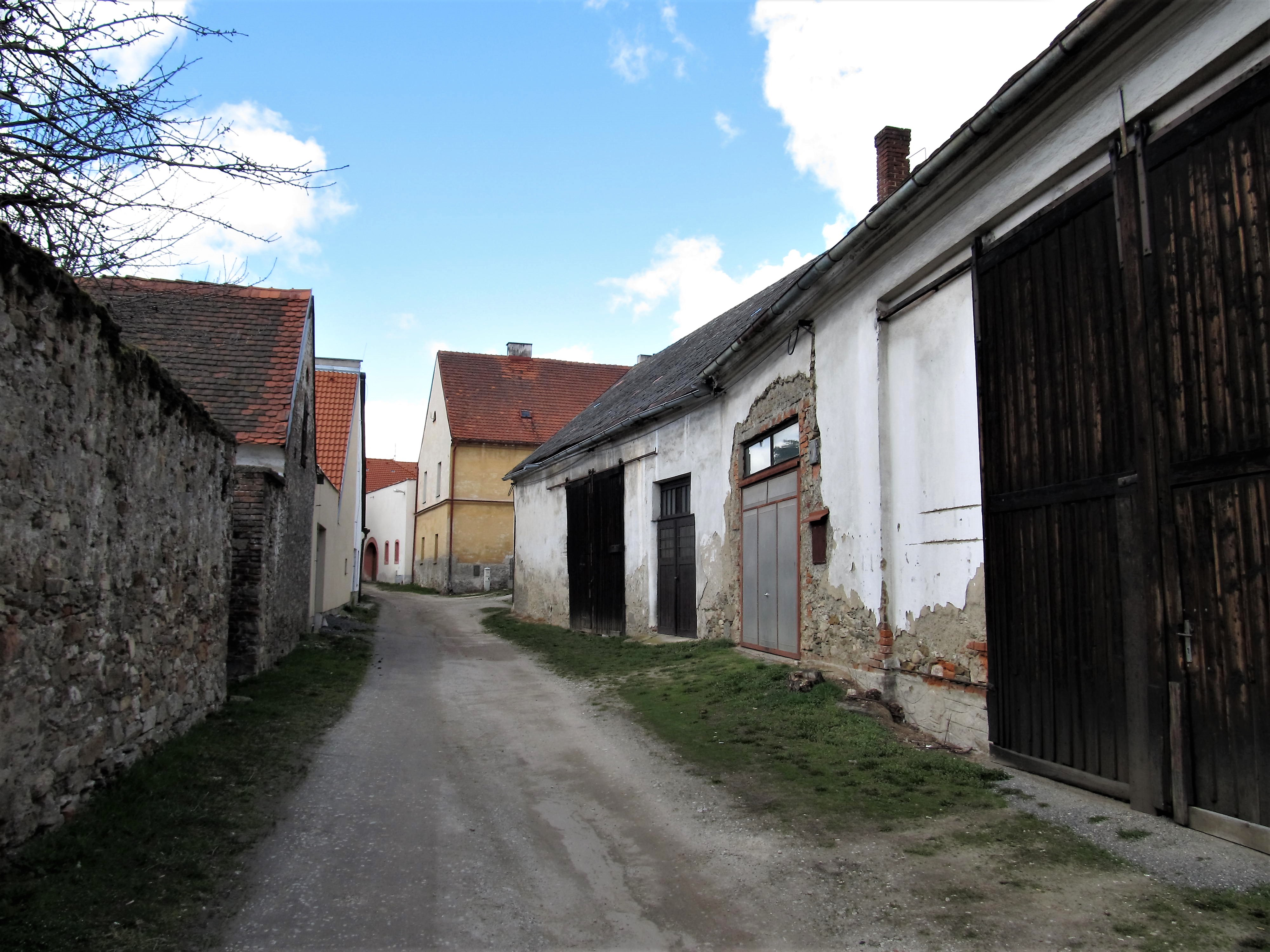
Hradební ulice
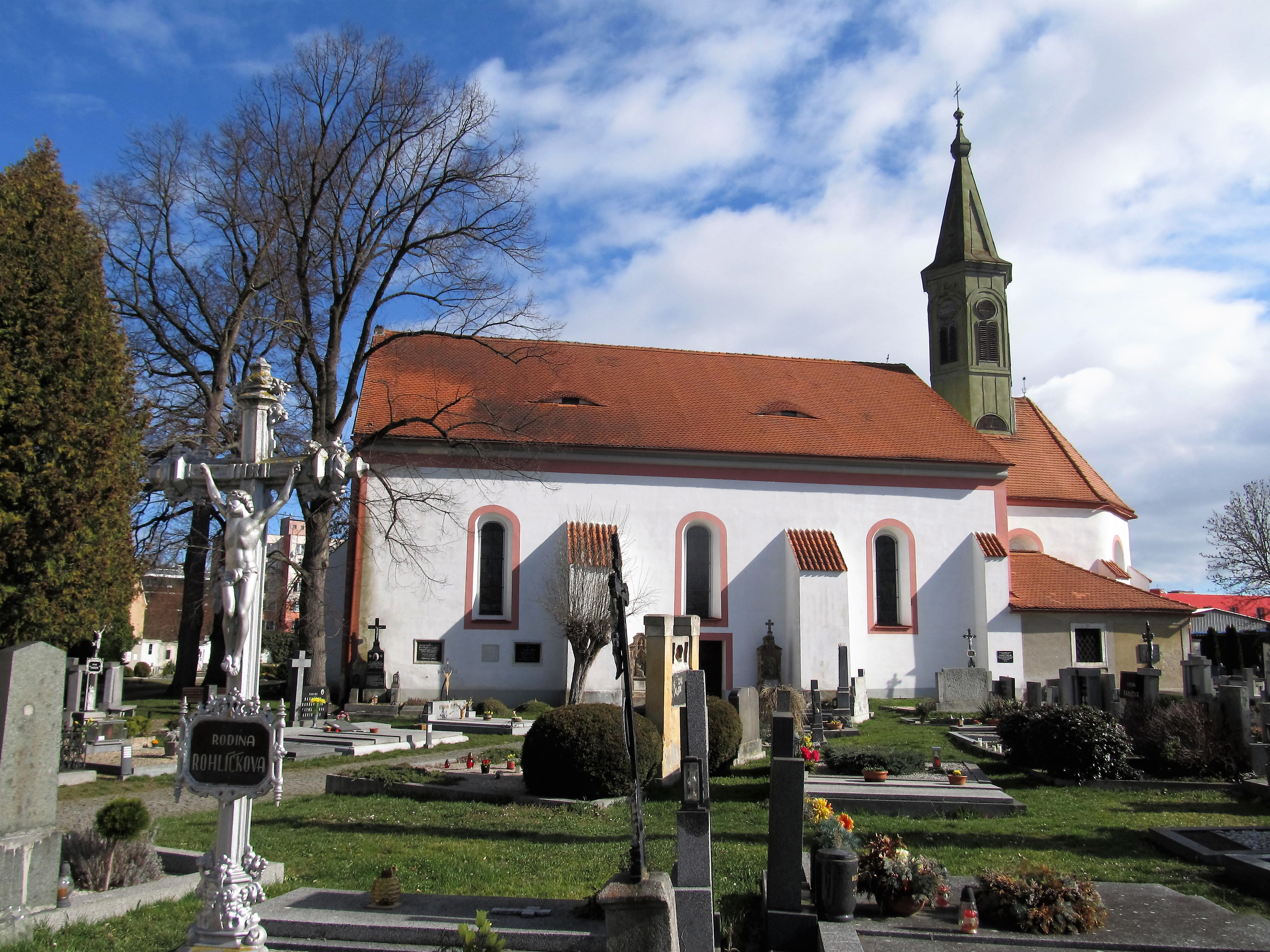
Hřbitovní kostel svatého Jana Křtitele
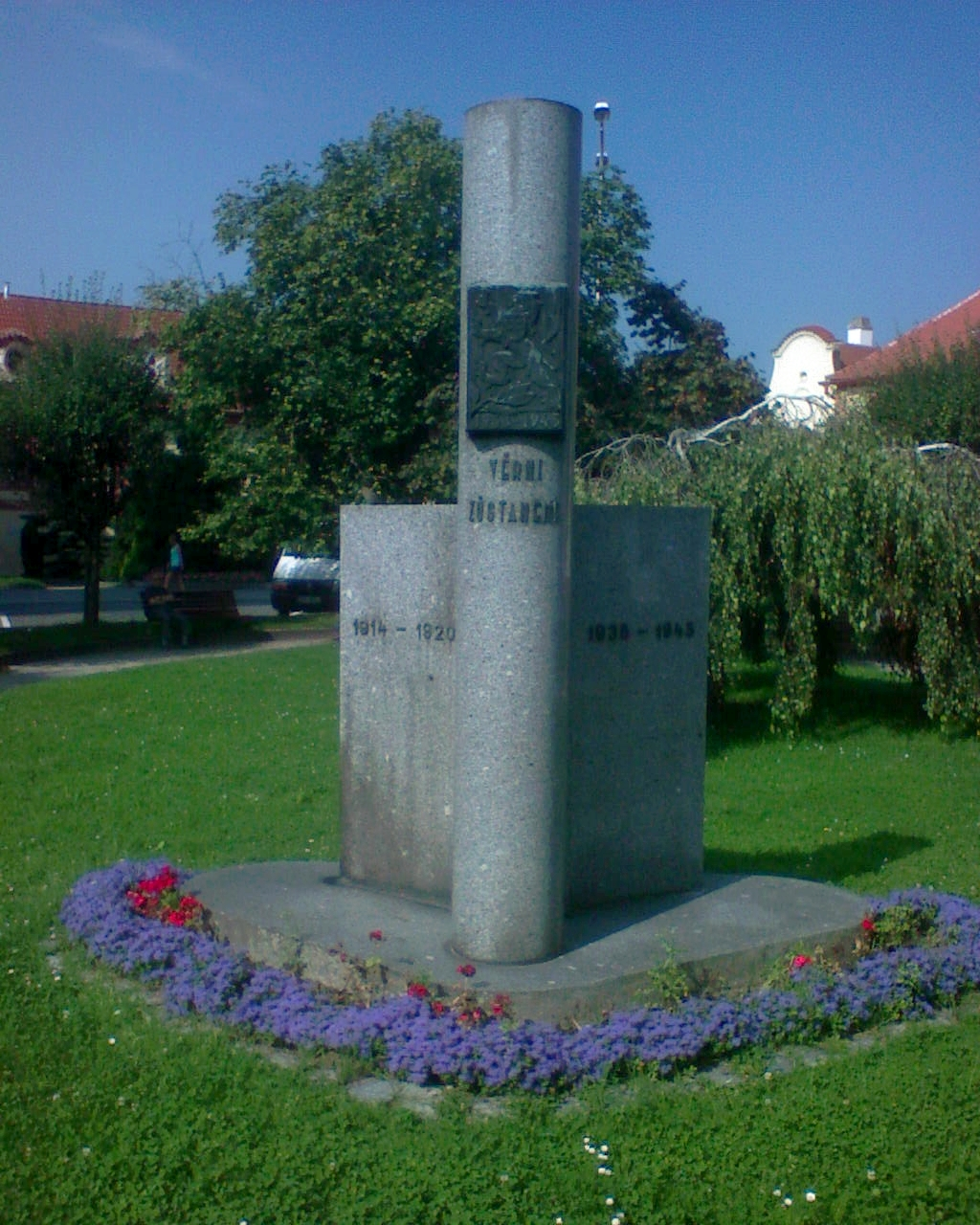
Památník světových válek
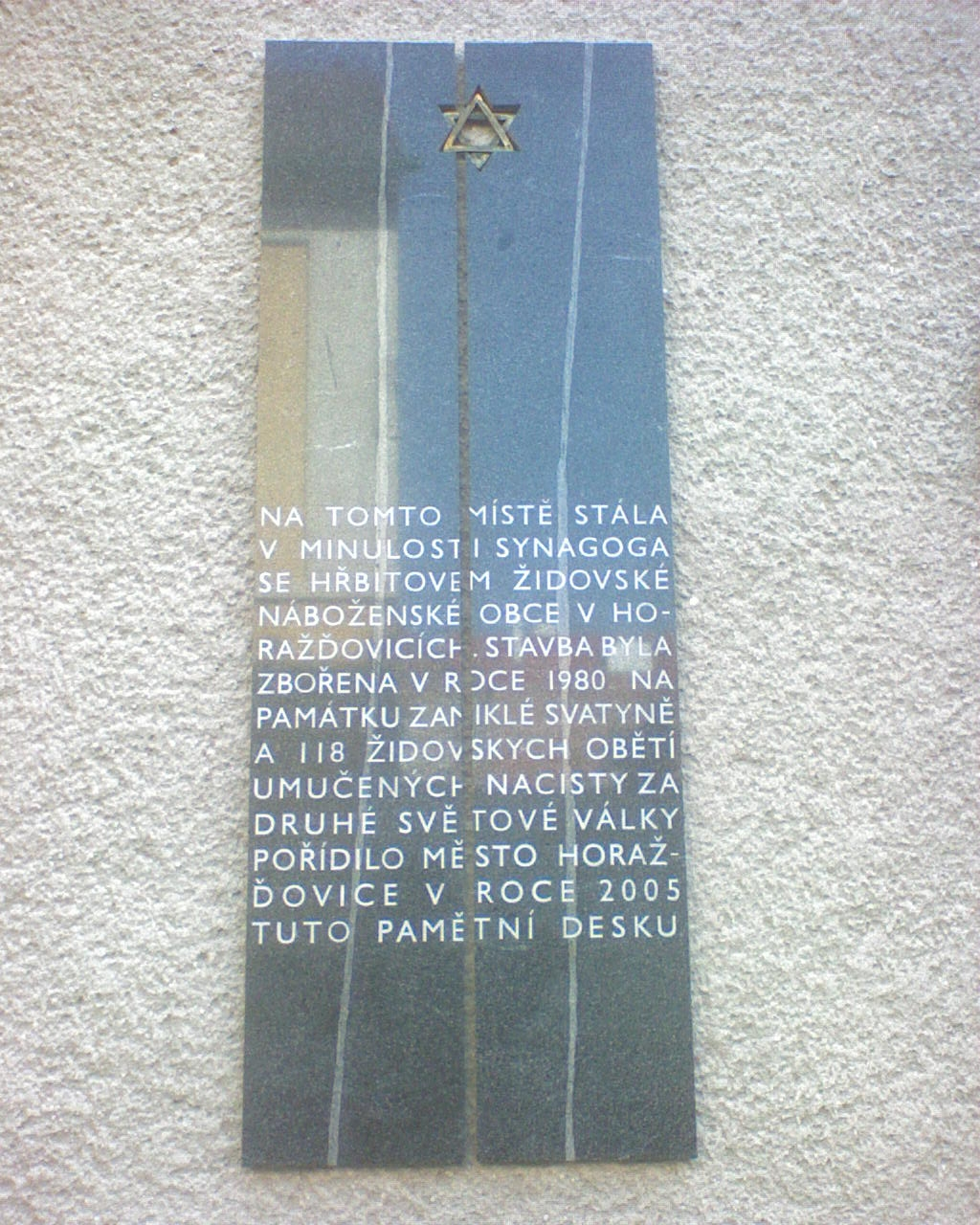
Památník synagogy zničené nacisty během druhé světové války
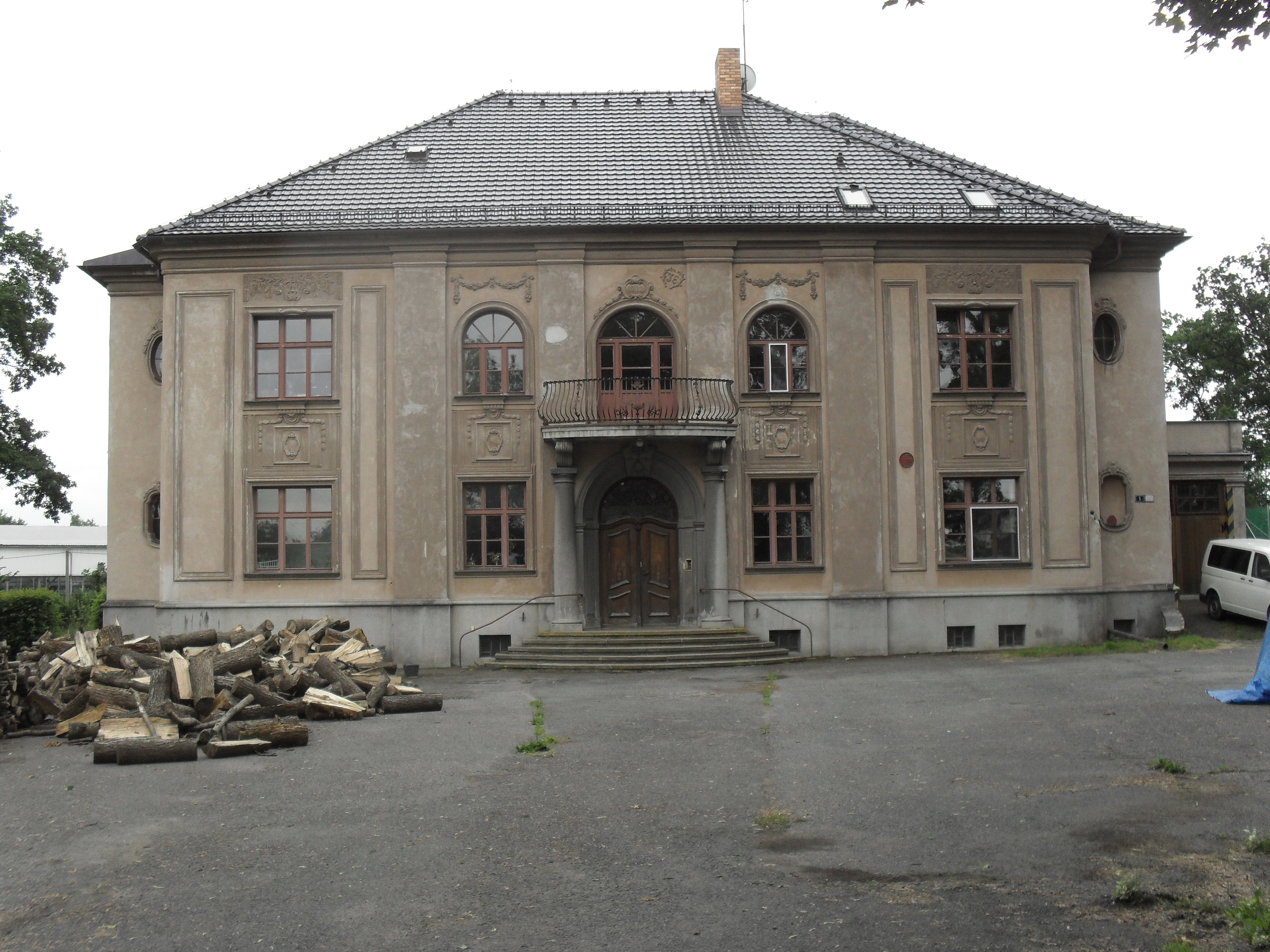
Bývalé zdravotní středisko, u silnice do obce "Horažďovice, předměstí"
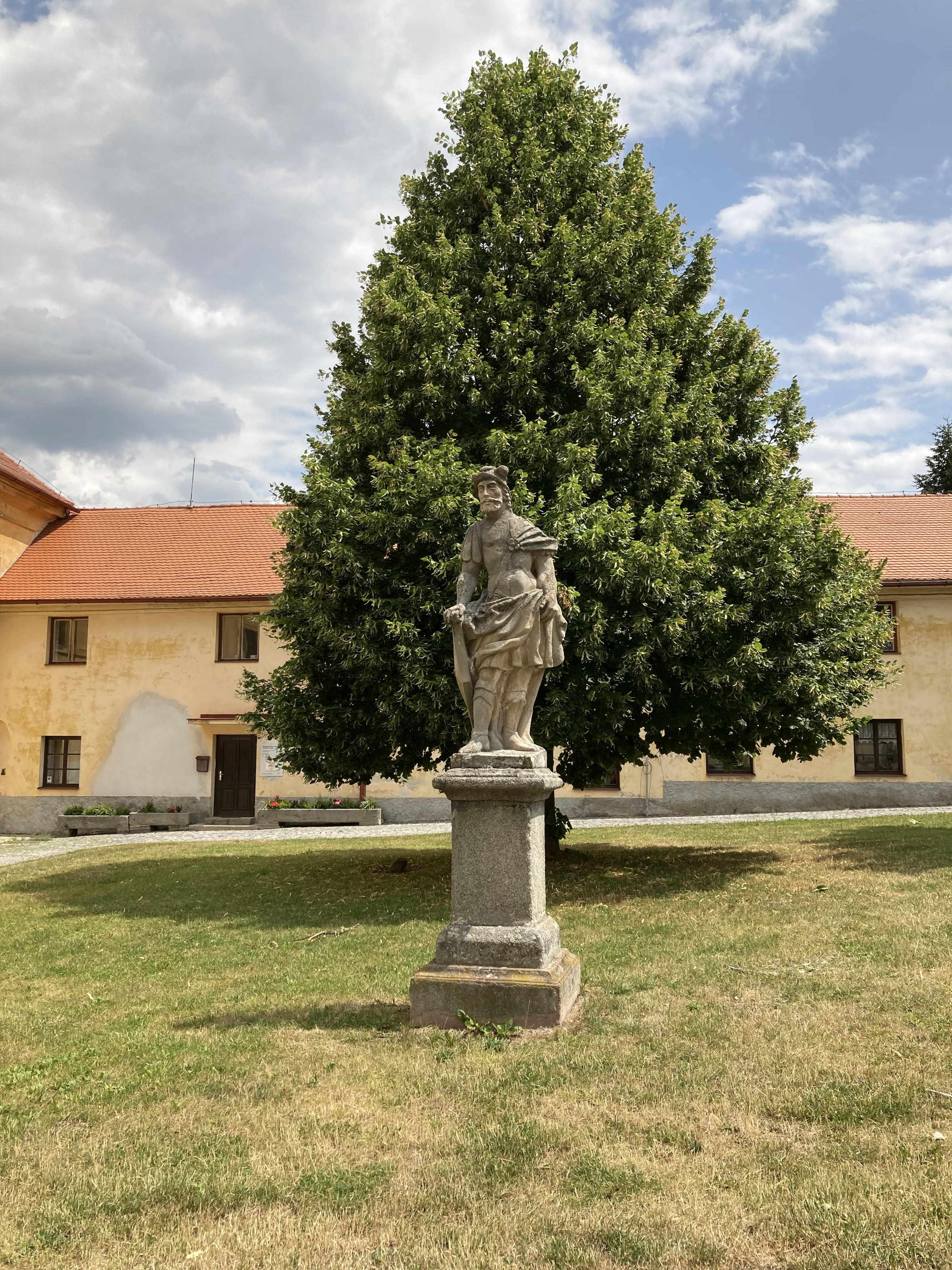
Socha Aktaióna. Původně byla umístěna v Panské zahradě, jejími zadavateli byli Šternberkové, kteří Horažďovice vlastnili od roku 1622. Zasloužili se o barokní přestavbu zámku, která v mnoha prvcích nese antické inspirace. Později byla socha přemístěna na zámecké nádvoří.